# Rachel G. Fox
Rachel G. Fox (Lawrenceville, Georgia, 23 juli 1996) is een Amerikaanse actrice, het meest bekend door haar rol van Kayla Huntington in Desperate Housewives.
Ze kreeg de smaak van het acteren te pakken toen ze met haar ouders op reis ging naar Los Angeles, alwaar ze een televisie- en filmkamp volgde. Niet snel daar kreeg ze enkele kleine rollen en haar eerste grote rol bleef ook niet snel uit: ze mocht de gemene stiefdochter van Lynette spelen in Desperate Housewives. Sinds 2011 speelt ze ook Holly Reback, een steeds terugkerende rol in Melissa & Joey.
Daarnaast speelde ze enkele gastrollen in Hannah Montana, That's So Raven, Alias en iCarly.